# Misión Sucre

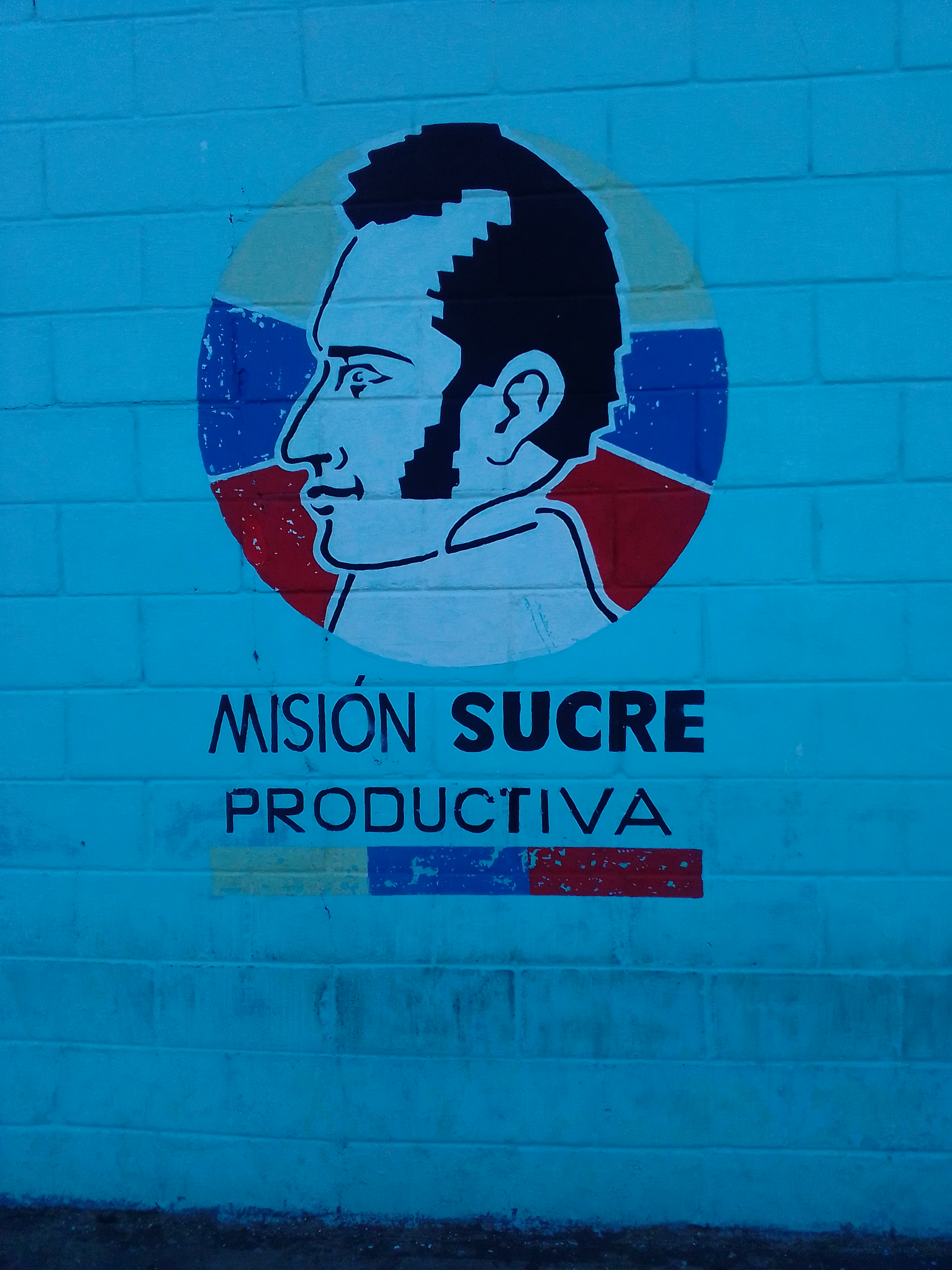
Mural de la Misión Sucre

La Misión Sucre es una de las Misiones Bolivarianas, nace del Plan Extraordinario Mariscal Antonio José de Sucre, siendo una iniciativa del presidente Hugo Chávez, creado mediante Decreto Presidencial N° 2.601, del 8 de septiembre de 2003. La Misión Sucre representa un plan nacional de acceso a la educación universitaria que surge como iniciativa de carácter estratégico por cuanto pretende ser:  
- Una alternativa de educación universitaria de vanguardia y con pertinencia social, orientada a la transformación, difusión y aprovechamiento creativo de los saberes y haceres.
- Un espacio para la participación y el ejercicio de la ciudadanía. Una estrategia que promueve el desarrollo local, regional y nacional.
- Una práctica educativa innovadora que ofrece diversas oportunidades y modalidades de estudio que favorecen el desarrollo de habilidades, destrezas y actitudes orientadas a la construcción de una sociedad democrática y participativa.

## Objetivos
La Misión Sucre tiene por finalidad facilitar el acceso y la prosecución de la educación universitaria pública, permanente, integral, gratuita y en igualdad de oportunidades de todas las y los bachilleres que así lo demanden, con el propósito de incrementar el nivel educativo de la población venezolana y formar ciudadanos comprometidos con el desarrollo del país, a través del establecimiento de nuevos modelos educativos universitarios sustentados en la sinergia institucional y la participación comunitaria.

## Historia
Durante el periodo democrático el analfabetismo se redujo de un 40% en 1958 a tan solo 7% en 1998. El Gobierno de Hugo Chávez destino esfuerzos en fortalecer todo el sistema educativo venezolano, por lo que se destinaron gran cantidad de recursos en el mejoramiento de la misma. Con respecto al acceso a la educación superior, el Gobierno Nacional logró la expansión de la matrícula de los Institutos y Colegios Universitarios y en buena parte de las Universidades Nacionales Experimentales, en una labor conjunta con las autoridades y las comunidades de estas instituciones.
Durante este periodo se han inaugurado la Universidad Marítima del Caribe; la Universidad Nacional Experimental Politécnica de la Fuerza Armada Bolivariana (UNEFA); la Universidad Nacional Experimental del Sur del Lago; la Universidad Deportiva del Sur y la Universidad Bolivariana de Venezuela. Igualmente, se han creado cuatro nuevos Institutos Universitarios de Tecnología, como son: el IUT del Estado Bolívar, el IUT del Estado Apure, el IUT del Estado Barinas y el IUT en la Fría, Estado Táchira
Estas instituciones dan nuevas oportunidades de estudio para el gran número de bachilleres que regresan de la educación media, y además responden a la necesidad de transformar el sistema de educación superior, en términos de cobertura geográfica, en función de la construcción del Equilibrio Territorial diseñado en los lineamientos del Plan Económico y Social de Desarrollo.

## Software Libre en Misión Sucre
Misión Sucre imparte el Programa Nacional de Formación de Sistemas e Informática (PNFSI) cuyo perfil del egresado dice textualmente: 
"Se espera que el nuevo profesional en Sistemas e Informática, asuma la responsabilidad de inducir cambios en las tecnologías de la información y la comunicación, haciendo uso del software libre para disminuir la dependencia tecnológica" 

## Críticas
La oposición venezolana menciona que las misiones educativas (Robinson, Sucre y Ribas), son para adoctrinar a los estudiantes y "cubanizarlos", en mención al sistema comunista de Cuba, con el cual el gobierno de Chávez mantiene buenas relaciones. Desde el gobierno se reclama que estas críticas carecen de sentido, y afirman que es imposible educar sin adoctrinar, toda educación está asociada a una ideología.
La oposición venezolana no es la única que tiene esa opinión, ya que muchas personas que pertenecen a la nueva revolución, comparten opiniones similares. También se le acusa al gobierno de usar a la educación como un mecanismo abierto de clientelismo político.